# Internationale Formel-Master-Saison 2008
Die Internationale Formel-Master-Saison 2008 war die zweite Saison der Internationalen Formel Master. Die Saison begann am 17. März 2008 in Valencia und endete am 5. Oktober 2008 in Monza. Den Meistertitel der Fahrer gewann Chris van der Drift; die Teamwertung gewann JD Motorsport.

## Regularien

### Technisches Reglement
In der Internationalen Formel Master fahren alle Teams mit dem gleichen Auto – dem Formel 2000 von Tatuus. Chassis und Karosserie sind aus Kohlenstofffaser gefertigt. Die Motoren stammen von Honda und verfügen bei 2000 cm³ Hubraum über 250 PS. Die Bremsen werden von Brembo geliefert und die Reifen von Yokohama. Die Elektronik stammt von Magneti Marelli.

### Sportliches Reglement
Jedes Rennwochenende beginnt am Freitag mit zwei 45-minütigen Trainings und einer 30-minütigen Qualifikation, mit der die Startaufstellung des ersten Rennens ermittelt wird. Dieses wird am Samstag ausgetragen und geht über ca. 75 km. Das am Sonntag gefahrene zweite Rennen hat eine Distanz von ca. 100 km. Die Startaufstellung dieses Rennens ergibt sich aus dem Ergebnis des ersten Rennens, wobei die ersten Acht in umgekehrter Reihenfolge starten.

## Starterfeld
| Team              | Auto # | Fahrer               | Rennwochenende |
| ----------------- | ------ | -------------------- | -------------- |
| Cram Competition  | 01     | Arturo Llobell       | 1–8            |
| Cram Competition  | 02     | Pablo Sánchez López  | 1–4            |
| Cram Competition  | 03     | Alberto Costa        | 1–3            |
| Cram Competition  | 09     | Marcello Puglisi     | 5–8            |
| Cram Competition  | 21     | Frankie Provenzano   | 5–8            |
| JD Motorsport     | 04     | Vladimir Arabadzhiev | 1–8            |
| JD Motorsport     | 05     | Sergei Afanassjew    | 1–8            |
| JD Motorsport     | 06     | Chris van der Drift  | 1–8            |
| Pro Motorsport    | 09     | Marcello Puglisi     | 1–4            |
| Pro Motorsport    | 10     | Carlos Iaconelli     | 1–2            |
| Pro Motorsport    | 17     | Norbert Siedler      | 8              |
| Pro Motorsport    | 41     | Mihai Marinescu      | 8              |
| Euronova Racing   | 03     | Alberto Costa        | 5              |
| Euronova Racing   | 14     | Fabrizio Crestani    | 1–3            |
| Euronova Racing   | 15     | Michael Meadows      | 1–3            |
| Euronova Racing   | 35     | Tomas Pivoda         | 4              |
| Euronova Racing   | 36     | Riccardo Cinti       | 8              |
| Euronova Racing   | 37     | Giacomo Ricci        | 7              |
| Euronova Racing   | 44     | Oliver Oakes         | 8              |
| Euronova Racing   | 45     | Yūhi Sekiguchi       | 1–5, 7–8       |
| Euronova Racing   | 46     | Daniel Mancinelli    | 1–2, 4         |
| ADM Motorsport    | 07     | Davide Rigon         | 4              |
| ADM Motorsport    | 08     | Tomáš Pivoda         | 5–8            |
| ADM Motorsport    | 11     | Earl Bamber          | 7              |
| ADM Motorsport    | 16     | Octavio Freitas      | 1–3            |
| ADM Motorsport    | 17     | Norbert Siedler      | 1–6            |
| ADM Motorsport    | 20     | Federico Scionti     | 8              |
| ADM Motorsport    | 21     | Frankie Provenzano   | 1–3            |
| ADM Motorsport    | 22     | Michele Caliendo     | 1–8            |
| ISR Racing        | 18     | Filip Salaquarda     | 1–8            |
| ISR Racing        | 19     | Tim Sandtler         | 1–8            |
| Jenzer Motorsport | 23     | Fabio Leimer         | 1–8            |
| Jenzer Motorsport | 24     | Matei Mihaescu       | 1–8            |
| Scuderia Famà     | 21     | Frankie Provenzano   | 4              |
| Scuderia Famà     | 25     | Luca Persiani        | 1–5, 8         |
| Scuderia Famà     | 26     | Dominick Schraml     | 1–2            |
| Scuderia Famà     | 46     | Daniel Mancinelli    | 5, 7–8         |
| Iris Project      | 27     | Michael Ammermüller  | 1–7            |
| Iris Project      | 28     | Marco Menotti        | 7              |
| Iris Project      | 35     | Simon Trummer        | 8              |
| Team JVA          | 29     | Josef Král           | 1–8            |
| Team JVA          | 30     | Tor Graves           | 1–8            |
| Trident Racing    | 27     | Michael Ammermüller  | 8              |
| Trident Racing    | 31     | Harald Schlegelmilch | 1–8            |
| Trident Racing    | 32     | Kasper Andersen      | 1–5            |
| Trident Racing    | 33     | Alejandro Núñez      | 1–5            |
| Trident Racing    | 34     | Esteban Gutiérrez    | 7              |
| Trident Racing    | 47     | Dominik Wasem        | 8              |
| Alan Racing       | 43     | Sergey Mokshantsev   | 8              |

## Rennen
Die Formel-Master-Saison 2008 umfasste acht Rennwochenenden in sieben verschiedenen Ländern. Auf jeder Rennstrecke wurden zwei Rennen gefahren.
| Nr. | Datum         | Rennstrecke  | Sieger               | Zweiter              | Dritter              |
| --- | ------------- | ------------ | -------------------- | -------------------- | -------------------- |
| 1.  | 17. März      | Valencia     | Chris van der Drift  | Kasper Andersen      | Michael Ammermüller  |
| 2.  | 18. März      | Valencia     | Chris van der Drift  | Harald Schlegelmilch | Fabio Leimer         |
| 3.  | 31. Mai       | Pau          | Sergei Afanassjew    | Norbert Siedler      | Vladimir Arabadzhiev |
| 4.  | 1. Juni       | Pau          | Marcello Puglisi     | Kasper Andersen      | Alejandro Núñez      |
| 5.  | 14. Juni      | Brünn        | Chris van der Drift  | Michael Ammermüller  | Vladimir Arabadzhiev |
| 6.  | 15. Juni      | Brünn        | Harald Schlegelmilch | Pablo Sánchez López  | Norbert Siedler      |
| 7.  | 12. Juli      | Estoril      | Fabio Leimer         | Chris van der Drift  | Michael Ammermüller  |
| 8.  | 13. Juli      | Estoril      | Vladimir Arabadzhiev | Arturo Llobell       | Tim Sandtler         |
| 9.  | 26. Juli      | Brands Hatch | Chris van der Drift  | Marcello Puglisi     | Michael Meadows      |
| 10. | 27. Juli      | Brands Hatch | Michael Ammermüller  | Daniel Mancinelli    | Chris van der Drift  |
| 11. | 30. August    | Oschersleben | Chris van der Drift  | Fabio Leimer         | Michael Ammermüller  |
| 12. | 31. August    | Oschersleben | Josef Král           | Fabio Leimer         | Michael Ammermüller  |
| 13. | 20. September | Imola        | Fabio Leimer         | Chris van der Drift  | Esteban Gutiérrez    |
| 14. | 21. September | Imola        | Earl Bamber          | Josef Král           | Fabio Leimer         |
| 15. | 4. Oktober    | Monza        | Fabio Leimer         | Chris van der Drift  | Mihai Marinescu      |
| 16. | 5. Oktober    | Monza        | Chris van der Drift  | Fabio Leimer         | Josef Král           |

## Wertungen
In beiden Rennen erhalten die acht besten Fahrer Punkte nach dem Schema (10-8-6-5-4-3-2-1). Die Teams erhalten nur für ihre zwei besten Autos Punkte. Beim zweiten Rennen in Pau wurden nur halbe Punkte vergeben, da zum Ende des Rennens weniger als 75 % der angesetzten Distanz absolviert waren.

### Fahrerwertung
| Pos. | Fahrer               | Punkte |
| ---- | -------------------- | ------ |
| 1.   | Chris van der Drift  | 101,0  |
| 2.   | Fabio Leimer         | 79,0   |
| 3.   | Michael Ammermüller  | 74,0   |
| 4.   | Harald Schlegelmilch | 46,0   |
| 5.   | Arturo Llobell       | 29,5   |
| 6.   | Josef Král           | 29,0   |
| 7.   | Vladimir Arabadzhiev | 29,0   |
| 8.   | Sergei Afanassjew    | 28,0   |
| 9.   | Kasper Andersen      | 27,0   |
| 10.  | Norbert Siedler      | 22,0   |
| 11.  | Marcello Puglisi     | 19,0   |
| 12.  | Pablo Sánchez López  | 14,5   |
| 13.  | Daniel Mancinelli    | 13,0   |
| 14.  | Tim Sandtler         | 13,0   |

| Pos. | Fahrer             | Punkte |
| ---- | ------------------ | ------ |
| 15.  | Earl Bamber        | 12,0   |
| 16.  | Yūhi Sekiguchi     | 12,0   |
| 17.  | Alejandro Núñez    | 10,0   |
| 18.  | Michael Meadows    | 9,0    |
| 19.  | Esteban Gutiérrez  | 8,0    |
| 20.  | Frankie Provenzano | 7,0    |
| 21.  | Alberto Costa      | 7,0    |
| 22.  | Mihai Marinescu    | 6,0    |
| 23.  | Matei Mihaescu     | 3,0    |
| 24.  | Filip Salaquarda   | 3,0    |
| 25.  | Michele Caliendo   | 2,0    |
| 26.  | Dominik Wasem      | 1,0    |
| 27.  | Fabrizio Crestani  | 0,5    |
| 28.  | Tor Graves         | 0,0    |

| Pos. | Fahrer             | Punkte |
| ---- | ------------------ | ------ |
| 29.  | Davide Rigon       | 0      |
| 30.  | Simon Trummer      | 0      |
| 31.  | Luca Persiani      | 0      |
| 32.  | Riccardo Cinti     | 0      |
| 33.  | Tomáš Pivoda       | 0      |
| 34.  | Giacomo Ricci      | 0      |
| 35.  | Carlos Iaconelli   | 0      |
| 36.  | Dominick Schraml   | 0      |
| 37.  | Marco Menotti      | 0      |
| 38.  | Sergey Mokshantsev | 0      |
| 39.  | Federico Scionti   | 0      |
| 40.  | Octavio Freitas    | 0      |
|      | Oliver Oakes       | 0      |

### Teamwertung
| Pos. | Team              | Punkte |
| ---- | ----------------- | ------ |
| 1.   | JD Motorsport     | 158    |
| 2.   | Trident Racing    | 96     |
| 3.   | Jenzer Motorsport | 82     |
| 4.   | Iris Project      | 70     |
| 5.   | Cram Competition  | 67     |
| 6.   | ADM Motorsport    | 36     |

| Pos. | Team            | Punkte |
| ---- | --------------- | ------ |
| 7.   | Team JVA        | 29,0   |
| 8.   | Euronova Racing | 25,5   |
| 9.   | ISR Racing      | 16,0   |
| 10.  | Scuderia Famà   | 13,0   |
| 11.  | Pro Motorsport  | 12,0   |
| 12.  | Alan Racing     | 0,0    |